# Kazarskij (1889)
Kazarskij (ros. Казарский) – rosyjska kanonierka torpedowa z końca XIX wieku i okresu I wojny światowej, jedna z sześciu jednostek typu Kazarskij. Okręt został zwodowany w 1889 roku w niemieckiej stoczni Schichau w Elblągu, a do służby w Marynarce Wojennej Imperium Rosyjskiego wszedł w 1890 roku, z przydziałem do Floty Czarnomorskiej. Od 1907 roku jednostkę wykorzystywano jako okręt łącznikowy. W maju 1918 roku jednostka została zdobyta przez Niemców, a w 1919 roku przejęli go Biali. W grudniu 1920 roku jednostka została wcielona do Floty Czerwonej jako stawiacz min, a od 1923 roku znów służył jako okręt łącznikowy. Jednostkę wycofano ze służby w listopadzie 1925 roku i złomowano w roku 1927.

## Projekt i budowa
„Kazarskij” był jedną z sześciu kanonierek torpedowych typu Kazarskij (klasyfikowanych początkowo w Rosji jako krążowniki torpedowe) . Okręt należał do pierwszej serii trzech jednostek, które zostały zamówione i zbudowane w Niemczech .
Okręt zbudowany został w stoczni Schichau w Elblągu (numer stoczniowy 420). Stępkę jednostki położono w 1888 roku, a zwodowany został w 1889 roku . Koszt budowy okrętu wyniósł 32 500 £.

## Dane taktyczno-techniczne
Okręt był niewielką, jednokominową kanonierką torpedową z dwoma masztami. Długość całkowita wykonanego ze stali kadłuba wynosiła 60,2 metra, szerokość 7,42 metra i zanurzenie 3,25–3,5 metra. Wyporność normalna wynosiła 400 ton, a pełna 432 tony . Okręt napędzany był przez pionową maszynę parową potrójnego rozprężania o mocy 3500 KM, do której parę dostarczały dwa kotły lokomotywowe . Jednośrubowy układ napędowy pozwalał osiągnąć prędkość 21-22,5 węzła . Okręt mógł zabrać zapas węgla o maksymalnej masie 90 ton, co zapewniało zasięg wynoszący 1640 Mm przy prędkości 15 węzłów .
Okręt wyposażony był w dwie pojedyncze wyrzutnie torped kalibru 381 mm (jedna stała na dziobie, druga obracalna na pokładzie) . Uzbrojenie artyleryjskie stanowiło sześć pojedynczych dział kalibru 47 mm Hotchkiss M1885 L/40 i trzy pojedyncze działka kalibru 37 mm L/20, także Hotchkiss .
Załoga okrętu liczyła 65 oficerów, podoficerów i marynarzy .

## Służba
„Kazarskij” został wcielony do służby w Marynarce Wojennej Imperium Rosyjskiego w 1890 roku . Jednostka weszła w skład Floty Czarnomorskiej. W latach 1906–1907 „Kazarskij” został przebudowany na okręt łącznikowy: wymieniono mu kotły oraz zdemontowano obie wyrzutnie torped i wszystkie armaty kalibru 47 mm i 37 mm, instalując w zamian trzy pojedyncze działa kal. 75 mm Canet L/48 oraz cztery pojedyncze karabiny maszynowe kal. 7,62 mm L/94) . 1 maja 1918 roku jednostka została zdobyta przez Niemców, a po zakończeniu działań wojennych 24 listopada 1918 roku trafiła pod kontrolę sił brytyjsko-francuskich . 29 kwietnia 1919 roku „Kazarskij” został zdobyty przez Armię Czerwoną, a 24 czerwca 1919 roku przejęli go Biali i wcielili do swojej floty, po czym 14 listopada 1920 roku został porzucony w Sewastopolu . 15 grudnia 1920 roku jednostka została włączona do Floty Czerwonej jako stawiacz min (okręt mógł zabrać na pokład 50 min) . Od 1923 roku znów służył jako okręt łącznikowy .
Jednostkę skreślono z listy floty w listopadzie 1925 roku i złomowano w roku 1927 .